# Nocna zmiana (serial telewizyjny)
Nocna zmiana (ang. The Night Shift) – amerykański, dramatyczny serial telewizyjny o tematyce medycznej wyprodukowany przez Sachs-Judah Productions oraz Sony Pictures Television. Serial był emitowany od 27 maja 2014 roku do 31 sierpnia 2017 roku przez stację. Pomysłodawcami serialu są Gabe Sachs i Jeff Judah.

13 października 2017 roku, stacja NBC ogłosiła zakończenie serialu po czterech sezonach.
W Polsce serial jest emitowany od 14 maja 2019 roku przez AXN.

## Fabuła
Serial opowiada o grupie byłych lekarzy wojskowych, którzy wracają po misji wojskowej w Afganistanie. Rozpoczynają stałą pracę na nocnej zmianie w szpitalu w San Antonio Memorial.

## Obsada
- Eoin Macken jako T.C. Callahan
- Jill Flint jako Jordan Alexander
- Freddy Rodriguez jako Michael Ragosa
- Ken Leung jako Topher
- Brendan Fehr jako Drew
- Jeananne Goossen jako Krista
- J.R. Lemon jako Kenny
- Robert Bailey Jr jako Paul
- Daniella Alonso jako dr Landry Miller[5]

## Role drugoplanowe
- Luke Macfarlane jako Rick Lincoln[6]
- Scott Wolf jako Scott Colins[7]
- Adam Rodriguez jako dr Joey Chavez, chirurg[8]
- Merle Dandridge jako Gwen, ratowniczka medyczna[9]
- Jennifer Beals jako dr Syd Jennings(sezon 3)[10]
- Tanaya Beatty jako dr Shannon Rivera (sezon 3)[11]
- AnnaLynne McCord jako Jessica Sanders(sezon 3)[12]

## Odcinki
| Sezon | Sezon | Odcinki | Oryginalna emisja | Oryginalna emisja | Oryginalna emisja   | Oryginalna emisja | Oryginalna emisja |
| Sezon | Sezon | Odcinki | Premiera sezonu   | Finał sezonu      | Premiera sezonu     | Finał sezonu      |                   |
| ----- | ----- | ------- | ----------------- | ----------------- | ------------------- | ----------------- | ----------------- |
|       | 1     | 8       | 27 maja 2014      | 15 lipca 2014     | 14 maja 2019        | 18 czerwca 2019   |                   |
|       | 2     | 14      | 23 lutego 2015    | 18 maja 2015      | 25 czerwca 2019     | 6 sierpnia 2019   |                   |
|       | 3     | 13      | 1 czerwca 2016    | 31 sierpnia 2016  | 8 października 2019 | brak danych       |                   |
|       | 4     | 10      | 22 czerwca 2017   | 31 sierpnia 2017  | brak danych         | brak danych       |                   |

## Produkcja
2 lipca 2014 roku stacja NBC zamówiła 2 sezon serialu

9 maja 2015 roku, stacja NBC zamówiła trzeci sezon serialu.

17 listopada 2016 roku, stacja NBC przedłużyła serial o czwartą serię